# 高橋佳子 (邦楽演奏家)
高橋 佳子（たかはし よしこ）は、日本の箏曲家・三弦奏者である。福島県郡山市生まれ。生田流。箏を母の宮城会大師範である高橋奈津曳、三弦を芦垣美穂に師事。宮城会会員、森の会会員、福島県三曲連盟会員、一穂会会員、和佳奈会副会主のほか、あいおいの会・グループ「煌」に参加している。

## 来歴
1997年（平成9年）東京芸術大学音楽学部邦楽科卒業。サントリーホール主催『新人演奏会』に出演。1998年（平成10年）国際交流基金助成のもと、日本・パキスタン友好交流公演に参加。1999年（平成11年）東京芸術大学大学院音楽研究科修士課程修了。同大卒業生とグループ「煌（きらら）」を結成し、グループ「煌」第1回コンサートを開催した。
2000年（平成12年）第45期NHK邦楽技能者育成会卒業。和佳奈会20周年記念「箏曲コンサート」を卒業記念として郡山市民文化センターで開催。グループ「煌」第2回コンサートを文京シビックホールにて開催。国際交流基金助成のもと、アメリカ・キューバ・ニカラグアにおいて友好交流公演を行う。2001年（平成13年）郡山、ドイツにて「アマデウス室内管弦楽団コンサート」に箏ソリストとして出演。
2002年（平成14年）NHK邦楽オーディションに合格。2003年（平成15年）郡山市で邦楽振興基金助成事業「箏・三絃リサイタル」を開催する。文化庁新進芸術家研修生に選ばれる。
2004年（平成16年）東京紀尾井小ホールにて「筝･三絃リサイタル」開催。
2005年（平成17年）富山舞台芸術代表団の一員としてチェコ（プラハ・ブルノ）での公演を行う。ビクター邦楽オーディションに合格、ビクターより合格記念CD「生田流箏曲／高橋佳子」をリリース。池上眞吾作品集CD「春･夏コレクション」にレコーディング参加。

## 受賞歴
- 1985年（昭和60年） - 宮城会箏曲コンクール児童部秀位入賞[1]
- 1986年（昭和61年） - 宮城会箏曲コンクール児童部秀位入賞[要出典]
- 1996年（平成8年） - 宮城会箏曲コンクール第三位受賞[1]
- 1997年（平成9年） - 大学より推薦を受け宮城賞受賞[1]
- 1997年（平成9年） - 優秀新人に贈られる奨学金ＮＴＴドコモ賞受賞[1]
- 1997年（平成9年） - 宮城会箏曲コンクール第一位[1]
- 1998年（平成10年） - 郡山市教育委員会より郡山市芸術文化振興褒章メダルを受賞[1]
- 1998年（平成10年） - 郡山市文化団体より文化栄誉賞を受賞[1]
- 2001年（平成13年） - 第八回賢順記念全国箏曲コンクール奨励賞受賞[1]
- 2002年（平成14年） - 第八回長谷検校記念 全国邦楽コンクール優秀賞受賞[要出典]

## 作品
- 2005年（平成17年） - 生田流箏曲／高橋佳子[3]